# Der kleine Horrorladen (Musical)

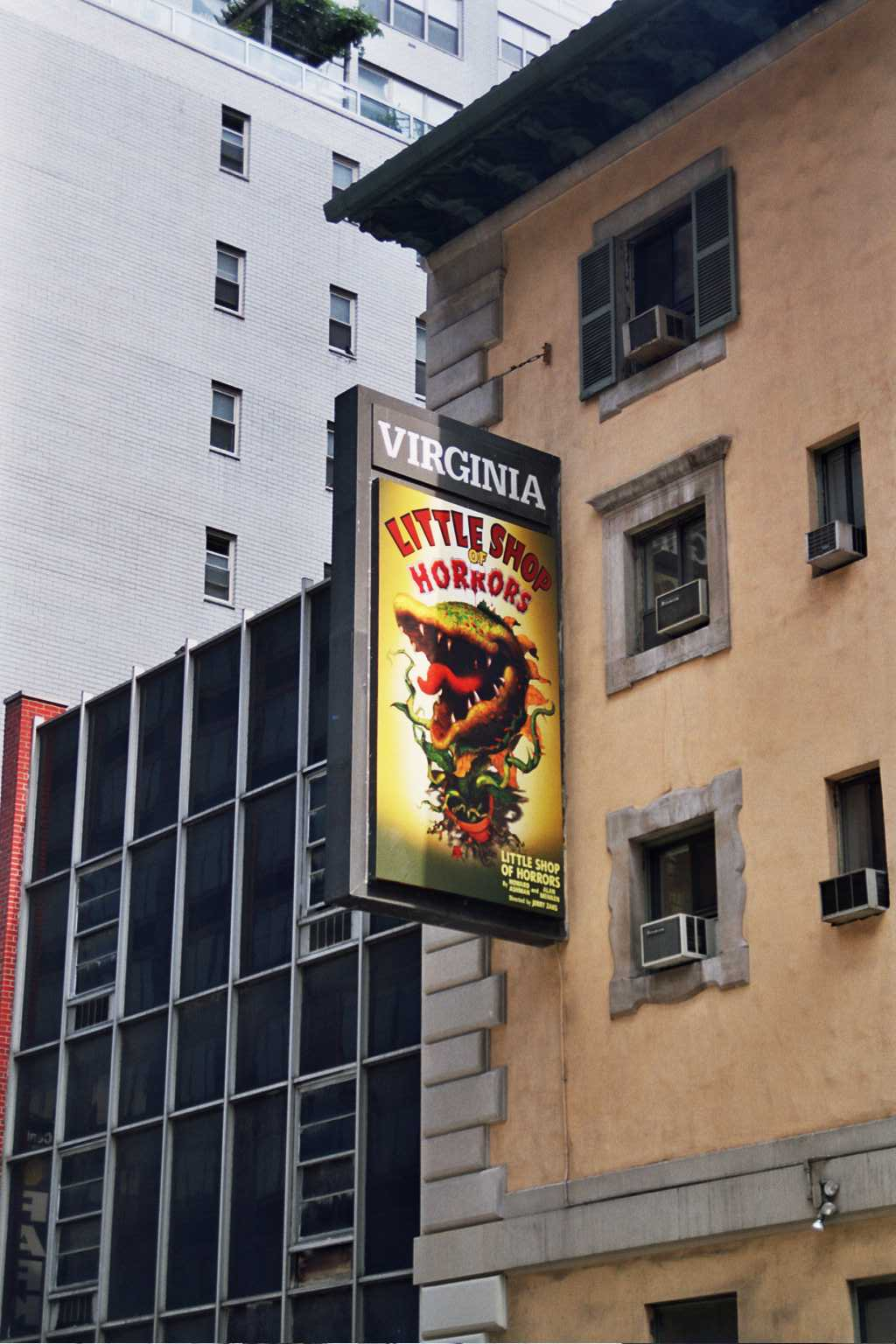
Werbeschild am Virginia Theatre

Der kleine Horrorladen (englischer Originaltitel „Little Shop of Horrors“) ist ein Musical des Komponisten Alan Menken und des Librettisten Howard Ashman. Es entstand nach Vorlage des B-Films Kleiner Laden voller Schrecken von Roger Corman aus dem Jahr 1960.
Das Musical wurde am 6. Mai 1982 in New York uraufgeführt. Die deutsche Erstaufführung fand am 6. Mai 1986 statt. In Deutschland zählt das Stück zu den am häufigsten aufgeführten Musicals ohne festen Spielort.
Der 1986 gedrehte Film Der kleine Horrorladen von Frank Oz basiert auf diesem Musical.

## Handlung
Der größte Teil der Geschichte spielt sich im Blumenladen des Mr. Mushnik in einem Vorort einer großen amerikanischen Stadt ab. Von ihm wird die Hauptfigur Seymour Krelborn aus dem Waisenhaus geholt und als Gehilfe gnadenlos ausgebeutet. Im Laufe der ersten Szenen wird dieses Setting durch die Songs Hop-La-Hop und Vorstadt/Downtown ausgemalt. Die weibliche Hauptperson des Musicals ist die Angestellte Audrey, die von Seymour heimlich geliebt wird. Sie ist jedoch mit dem sadistischen Zahnarzt Orin Scrivello verlobt. Drei weibliche Figuren, Ronette, Chiffon und Crystal, nehmen die Rolle eines Theater-Chors ein, der in Wort und Gesang die Handlung kommentiert.
Als die beiden Angestellten des Blumenladens wieder einmal vergeblich auf Kundschaft warten, eröffnet ihnen Mr. Mushnik, dass er den Laden schließen müsse. Als Rettungsversuch wird eine ungewöhnliche Pflanze ins Fenster gestellt, die Seymour bei einem Chinesen gekauft hat. Tatsächlich zieht die Pflanze, die Seymour „Audrey II“ nennt, viele neue Kunden an, was den maroden Laden vor dem Ruin rettet (Song Da-Doo). Allerdings scheint die Pflanze zu verwelken, woraufhin Seymour alles versucht, das Gewächs zu retten. Während des Songs Wachs für mich/Grow for Me findet er heraus, wie er die Pflanze am Leben erhalten kann: Er füttert sie mit einigen Tropfen seines Bluts.
Durch diese ungewöhnliche Nahrung wächst die Pflanze zusehends. Von Szene zu Szene kommt eine neue, größere Version der Pflanzen-Puppe auf die Bühne. Während die ersten Versionen der Pflanze noch die Größe einer Handpuppe besitzen, nehmen sie gegen Ende des Stücks einen Großteil der Bühne ein. Parallel zum Wachstum der Pflanze steigt der Umsatz im Laden, weil die Schaulustigen bündelweise Blumen erwerben. Der Laden wird berühmt. Presse, Rundfunk und Fernsehen berichten zum Song Wunder gibt es doch/Ya never know von Seymour und seiner außergewöhnlichen Pflanze. Audrey besingt tagträumend ein Leben mit Seymour in einem Häuschen Irgendwo im Grünen/Somewhere That's Green. Mr. Mushnik beschließt, Seymour als Sohn zu adoptieren und fortan den Blumenladen gemeinsam mit ihm zu führen. Zur Feier dieser Entwicklung tanzen die beiden einen Tango (Mushnik & Sohn/Mushnic & Son).
Irgendwann sieht sich Seymour nicht mehr in der Lage, genügend eigenes Blut für Audrey II aufzubringen. Verzweifelt sucht er nach einer Lösung. Da beginnt die Pflanze, die jetzt schon so groß ist, dass in ihr der ganze Puppenspieler steckt, zu sprechen. Sie überredet Seymour im Song Gib’s mir!/Feed Me! den Zahnarzt Orin Scrivello, Audreys Verlobten, zu töten. So bekäme Audrey II Nahrung und Seymour könne Audrey gewinnen. Mit dem festen Vorsatz, diesen Plan in die Tat umzusetzen, begibt sich Seymour in die Praxis des Rivalen. Er schafft es jedoch nicht, den sadistischen Zahnarzt zu erschießen (Jetzt/Now). Der Zahnarzt erzählt in einem als Rock ’n’ Roll gestalteten Song (Zahnarzt/Dentist) seine Lebensgeschichte. Zum Glück für Seymour kommt der Zahnarzt durch einen technischen Defekt an einer Überdosis Lachgas um. Seymour schafft die Leiche Scrivellos in den Blumenladen, zerhackt sie und verfüttert sie an Audrey II.
Nach der anschließenden Pause dominiert die größte Version der Pflanze das Bühnenbild. Der Blumenladen ist zur Attraktion geworden und das Geschäft brummt. Audrey himmelt jetzt Seymour offen an. Die Vereinigung von Seymour und Audrey zum Liebespaar bildet mit dem Duett Jetzt hast Du Seymour/Suddenly Seymour den romantischen Höhepunkt des Musicals. Mr. Mushnik, der Blutflecken auf dem Boden bemerkte und Verdacht geschöpft hat, droht damit, Seymour an die Polizei auszuliefern. Währenddessen verlangt die Pflanze erneut nach Fütterung (Essenszeit/Suppertime). Seymour gibt vor, die Tageseinnahmen ins Maul der Pflanze gelegt zu haben, weil sie dort sicher wären. Als Mr. Mushnik auf der Suche nach dem Geld in das weit geöffnete Maul steigt, wird er in einem Stück verschlungen.
Der Ruf der Pflanze zieht Geschäftemacher an, die dem ehemals armen Seymour gut bezahlte Jobs anbieten. Einer schließt mit ihm einen Vertrag für Ableger der Pflanze ab. Der Plan ist, die Ableger weltweit zu verkaufen. Der kommerzielle Erfolg ermöglicht Seymour einen dramatischen sozialen Aufstieg (Die Letzten werden die Ersten/The Meek Shall Inherit). Die Pflanze verlangt jedoch nach weiteren Opfern. Nebenbei klärt sie Seymour darüber auf, dass ihr Plan von Anfang an die Beherrschung der Welt gewesen sei. Seymour entschließt sich, dem Treiben der Pflanze ein Ende zu bereiten und die Pflanze zu töten. Audrey überrascht ihn dabei, wie er sich dafür nach Geschäftsschluss Waffen und Gift bereit legt. Die Pflanze jammert Audrey in einer Fortsetzung des Songs Essenszeit vor, Durst zu haben. Als Audrey ihr etwas Wasser mit einer Gießkanne ins Maul gießt, wird sie beinahe zur nächsten Mahlzeit der Pflanze. Seymour kann sie jedoch in letzter Sekunde aus dem sich schließenden Maul ziehen. Seymour gesteht der verletzten Audrey, dass er Menschen an Audrey II verfüttert hat. Kurz darauf stirbt Audrey an ihren Verletzungen. Ihre letzte Bitte an Seymour ist, ihren Körper der Pflanze zu überlassen. Damit sei sie letztendlich doch noch „irgendwo im Grünen“. Nachdem er die tote Audrey in das sich langsam schließende Maul der Pflanze gebettet hat, nimmt Seymour den Kampf mit der Pflanze auf. Doch sie ist bereits zu stark und verschlingt auch Seymour. Am nächsten Tag erscheinen die Händler und nehmen wie verabredet Ableger. Es folgt als Finale ein Epilog der drei Erzählerinnen und der Opfer, in dem das Publikum vor den bösen Pflanzen gewarnt wird (Gib’s ihnen nicht! / Don’t Feed the Plants!).

## Titelliste
- Prolog (Little Shop of Horrors)
- Downtown (Skid Row)
- Da Doo
- Wachs für mich
- Im Grünen irgendwo
- Zahnarzt
- Mushnik & Sohn

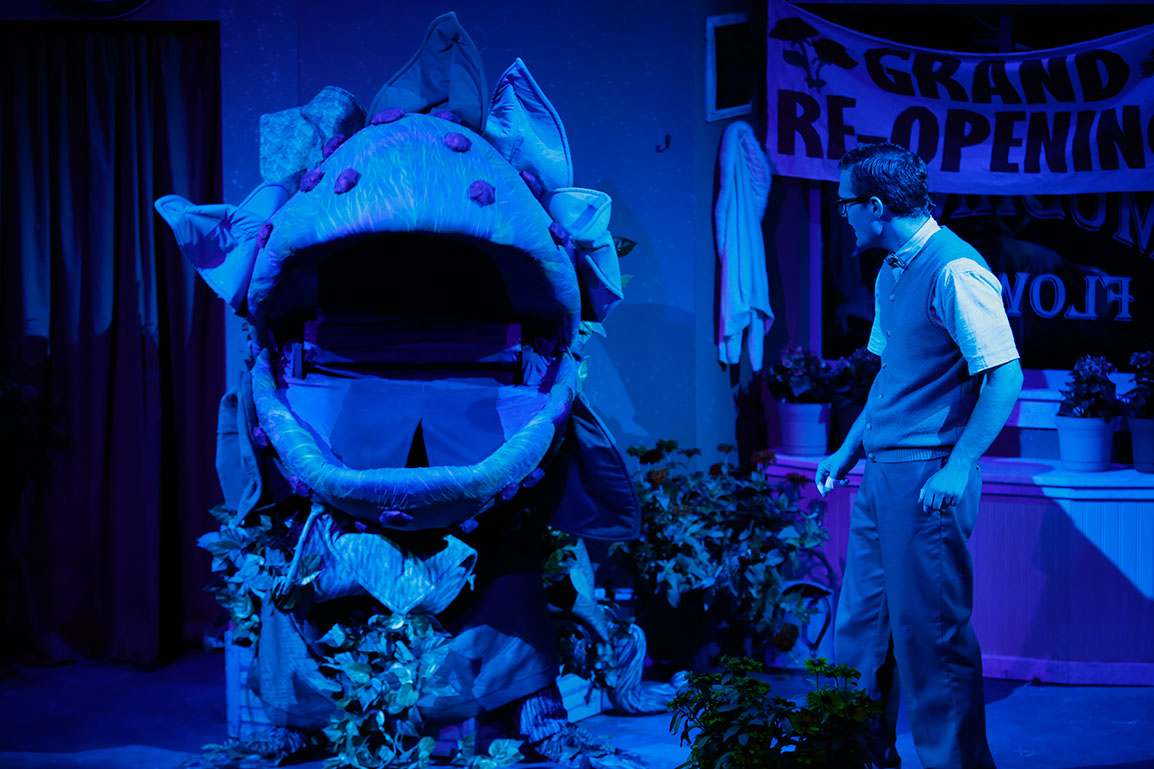
Szene mit Audrey und Seymor

- Schicksal, welch eine Wendung/Gib’s mir
- Jetzt
- Heute nicht mehr
- Jetzt hast Du Seymour
- Essenszeit
- Die Letzten werden die Ersten
- Essenszeit Reprise/Audreys Tod
- Finale

## Unterschiede zum Film „Kleiner Laden voller Schrecken“
- Mr. Mushnik und Audrey werden beide von der Pflanze verschlungen.
- Seymour hat keine Mutter, sondern ist ein Waisenkind.
- Audrey II heißt im Originalfilm noch „Audrey jr.“
- Das Auftauchen von Audrey II wird als Alieninvasion erklärt.
- Audrey II wirkt menschlicher und bösartiger.
- Mr. Mushnik will Seymour wegen des Mordes an Orin anzeigen. Im ursprünglichen Film verschweigt er den Vorfall.
- Einige der Namen wurden geändert: Aus dem sadistischen Zahnarzt „Phoebus Farb“ wurde „Orin Scrivello“.
- Der masochistische Patient (Nicholson) kommt nicht vor.
- Es fehlt auch die Szene mit der Prostituierten.